# Карьера (газета)
«Карьера» — региональное еженедельное периодическое специализированное печатное и интернет-издание по трудоустройству и образованию Саратовской области. Выходит с 1997 года по вторникам в городах Саратов, Энгельс, Балаково, Вольск. Учредитель ООО «Карьера-Л».

## История
История газеты «Карьера» началась 13 мая 1997 года. Основателем и руководителем на протяжении десяти лет был Леонид Гесевич Эткинд. В настоящее время изданием руководит его отец — Геся Лейвикович Эткинд. Идея создания еженедельной газеты с вакансиями пришла студенту Саратовского государственного технического университета Леониду Эткинду, когда он работал на молодёжной бирже труда. Была проведена подготовительная работа по созданию нового информационного проекта, собрана информация об имеющихся вакансиях. В решении технического вопроса помог генеральный директор учебного центра «Уникласс», депутат Государственной думы РФ четвёртого созыва, Алексей Геннадиевич Чернышов, который разрешил пользоваться своим офисом и оргтехникой в выходные дни.
13 мая 1997 года в Энгельсской городской типографии был напечатан первый выпуск газеты «Карьера». Тираж составил 1000 экземпляров. Он представлял собой 4 черно-белые страницы формата А4 и вмещал 300 вакансий.
В 2002 году открылся филиал газеты в Энгельсе, а с февраля 2007 года в Балаково начала издаваться отдельная газета «Карьера. Саратовская область», включившая в себя вакансии городов Балаково и Вольск.
15 марта 2007 года Леонид Эткинд был убит.
В настоящее время газета «Карьера» выходит еженедельно, каждый вторник, в 4-х городах: Саратов, Энгельс, Балаково, Вольск.
Совокупный тираж газеты — 7000 экземпляров в неделю. Каждую неделю в газете публикуется более 3000 объявлений.
В 2010 году был создан сайт «ГазетаКарьера.рф», предоставляющий доступ к объявлениям, публикуемым в газете, через интернет.
В базе данных работодателей — более 7000 организаций. Посещаемость сайта — более 3000 посетителей в сутки.

## Деятельность
Принимает активное участие в реализации значимых городских и областных социальных программ. На протяжении нескольких лет издание выступало информационным спонсором различных ярмарок вакансий, проводимых Региональным центром содействия трудоустройству выпускников вузов и Министерством занятости, труда и миграции области. Работая в тесном сотрудничестве с городской налоговой службой, газета осуществляет информирование населения о налоговых новостях и проведении декларационной кампании.
С 2012 года газета «Карьера» — официальный информационный спонсор раздела «Карьера» ежегодной специализированной выставки «Образование. Карьера. Занятость», организуемой выставочным центром «Софит-Экспо».
19 марта 2015 года издание «Карьера» стало лауреатом премии Фонда поддержки предпринимательских инициатив Российской Федерации (ФППИ) в области делового имиджа, социальной репутации и доверия в номинации «Компания № 1 2015» с присвоением почётного звания «Надежный поставщик продукции и услуг».